# Тадео ди Бартоло
Тадèо ди Бàртоло, също Тадео Бартоли (на италиански: Taddeo di Bartolo; * 1362, Сиена, Сиенска република, † 26 август 1422, пак там) е италиански художник, представител на Сиенската школа и XIV век – т. нар. италианско Трече́нто.

## Биография
Жизнеописанието на Тадео ди Бартоло е съхранено за бъдещите поколения от Джорджо Вазари. В него се съобщава, че той е син на художника Бартоло ди Фреди, но в действителност баща му е бръснарят Бартоло ди Мино. Въпреки загубата на много произведения, което е неизбежно в изминалите 600 години, художественото наследство на Тадео ди Бартоло е доста голямо.
Първото споменаване в документи на Тадео ди Бартоло се отнася към 1386 г. В него се съобщава, за неговата работа по изрисуване на статуетки в Сиенската катедрала. През 1388 – 1389 г. той работи като съветник по оформлението на Сиенската катедрала, а през 1389 г. за първи път се споменава като независим художник. Неговото формиране става под влияние на Франческо ди Ванучо и Лука ди Томе, макар че сравнително бързо Тадео изработва свой, индивидуален маниер, близък до сиенската традиция, ценяща декоративността и изяществото, а не джотовския рационализъм, популярен по това време в Тоскана. Заедно с тях главна особеност на Тадео е това, че той съблюдава чувството за мярка и не изпада в изкушението да натоварва своите произведения с прекалена фантазия и прекаления разкош на „придворната“ готика.
Тадео ди Бартоло умира в Сиена през 1422 година – както съобщава Вазари, „на възраст петдесет и девет години“.

## Произведения
Тадео ди Бартоло работи не само в родната Сиена, но и в Генуа, Пиза, Перуджа, Волтера, Сан Джиминяно и Флоренция.
- През 1389 г. той изписва полиптих за капелата „Сан Паоло а Колегарли“ в селището Сан Миниато ал Тедеско между Пиза и Флоренция (сега в частна колекция)
- през 1394 г. фрески в Сан Джиминяно – „Страшния съд“, „Ад“, „Рай“, „Пророци“; през 1395 г. полиптих за църквата „Сан Франческо“ в Пиза (сега в Музей за изящни изкуства, Будапеща)
- през 1397 г. изписва сцената „Кръщение на Христос“ в град Триора
- В Пиза, в църквата „Сан Франческо“ прави фреските „Сцени от живота на Мария“ и „Светци“
- През 1440 г. триптих в Сиена
- През 1401 г. изписва триптих за катедралата в Монтепулчано
- През 1403 г. полиптих за църквата „Сан Франческо ал Прато“ в Перуджа
- През 1406 – 1407 г. изписва фрески в капелата на Сиенската градска управа – Палацо Публико, а през 1413 – 14 г. в същата сграда изписва фреската „Прослава на мъжеството“, която става първообраз за по-нататъшни вариации на антични теми, които са много популярни през Ренесанса. Това разбира се не е пълна картина на работата му по градовете на Италия.

Сред най-крупните му творби следва да се споменат „Олтар от Сан Джиминяно“ (Сан Джиминяно, Градски музей), „Олтарът на Сан Паоло ал Орте“ от Пиза (1395 г., сега в Гренобъл, Музей за изящни изкуства), големият олтар „Възнесение на Мария“ от катедралата в Монтепулчано (1401 г.); „Олтар на Благовещението“ (1409 г., Сиена, Национална пинакотека) и олтарът от Волтера (Волтера, Пинакотека). Той оставя няколко забележителни изображения на „Мадоната с Младенеца“, съхранявани в различни музеи на света, и впечатляващото монументално „Разпятие“ (Сиена, Национална пинакотека).

## Галерия
- Св. Себастиан, Музей Каподимонте, Неапол, Италия.
- Содимити, фрески, Католически колеж в Сан Джиминяно